# Vert-Toulon
Vert-Toulon è un comune francese di 311 abitanti situato nel dipartimento della Marna nella regione del Grand Est.

## Società

### Evoluzione demografica
Abitanti censiti